# Museum Beelden aan Zee

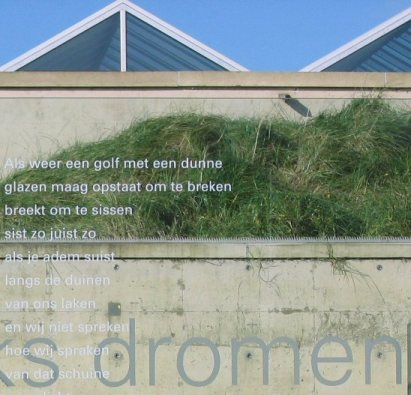
Glasvägg med litterära texter vid parkeringsplatsen vid Museum Beelden aan Zee

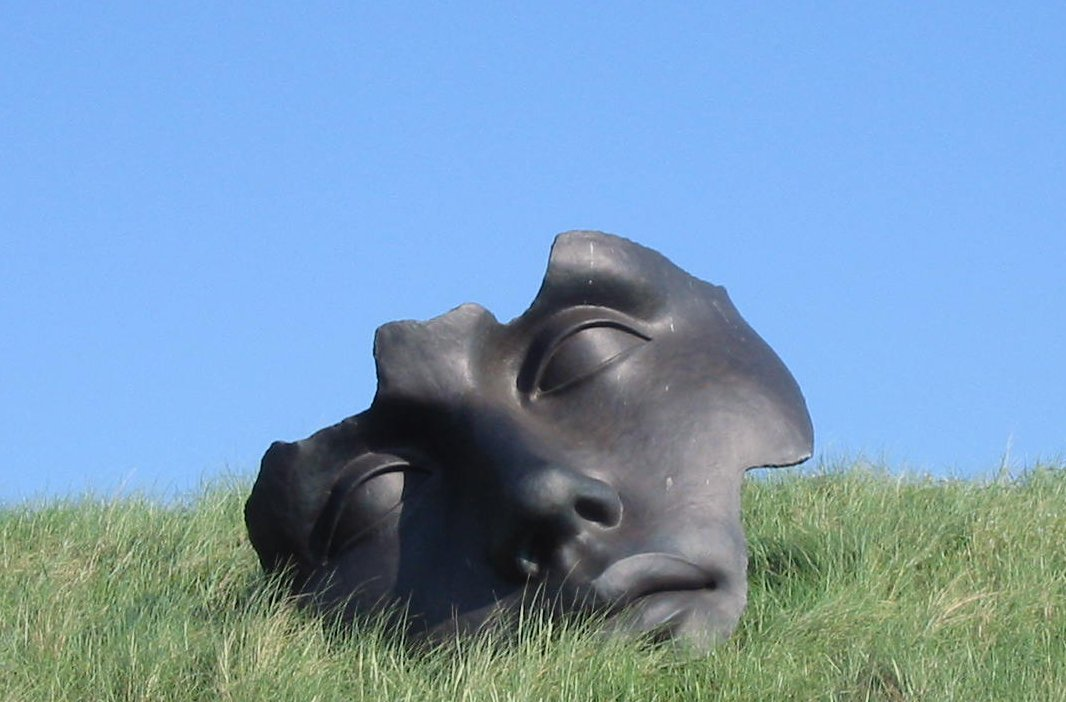
Skulptur av Igor Mitoraj

Museum Beelden aan Zee är ett privat konstmuseum och en skulpturpark i Scheveningen i Haag i Nederländerna.
Museum Beelden aan Zee grundades 1994 av skulptursamlarna Theo och Lida Scholten vilka började köpa in skulpturer till museet 1966. Museet har en samling på ett tusental skulpturer  varav flertalet är från andra hälften av 1900-talet. Museet visar samtida internationell och nationell skulptur. 
Museibyggnaden inhyser sedan 2004 också Sculptuur Instituut, ett forskningsinstitut med bibliotek, som arbetar med samtida skulptur.

## Byggnaden
Museibyggnaden ritades av arkitekten Wim Quist och uppfördes under den historiska "Wiedska paviljongen", som kung Vilhelm I lät uppföra 1826 till sin fru, prinsessan Wilhelmine av Preussen. För att ge tillstånd att bygga fordrade staden Haag att museet inte skulle vara synligt från stranddynerna. Av detta skäl byggdes museet under marknivån, med terrasser på dynerna som inte syns på distans. Museet är heller inte synligt från boulevarden. Från museets terrass kan man se havet, men inte boulevarden och inte heller Scheveningens strand.

## Sagoskulpturer vid havet
På en terrass vid strandboulevarden finns sedan 2004 en skulpturpark med 23 skulpturgrupper i brons, som illustrerar olika sagor, av den amerikanske skulptören Tom Otterness.

### Fotogalleri

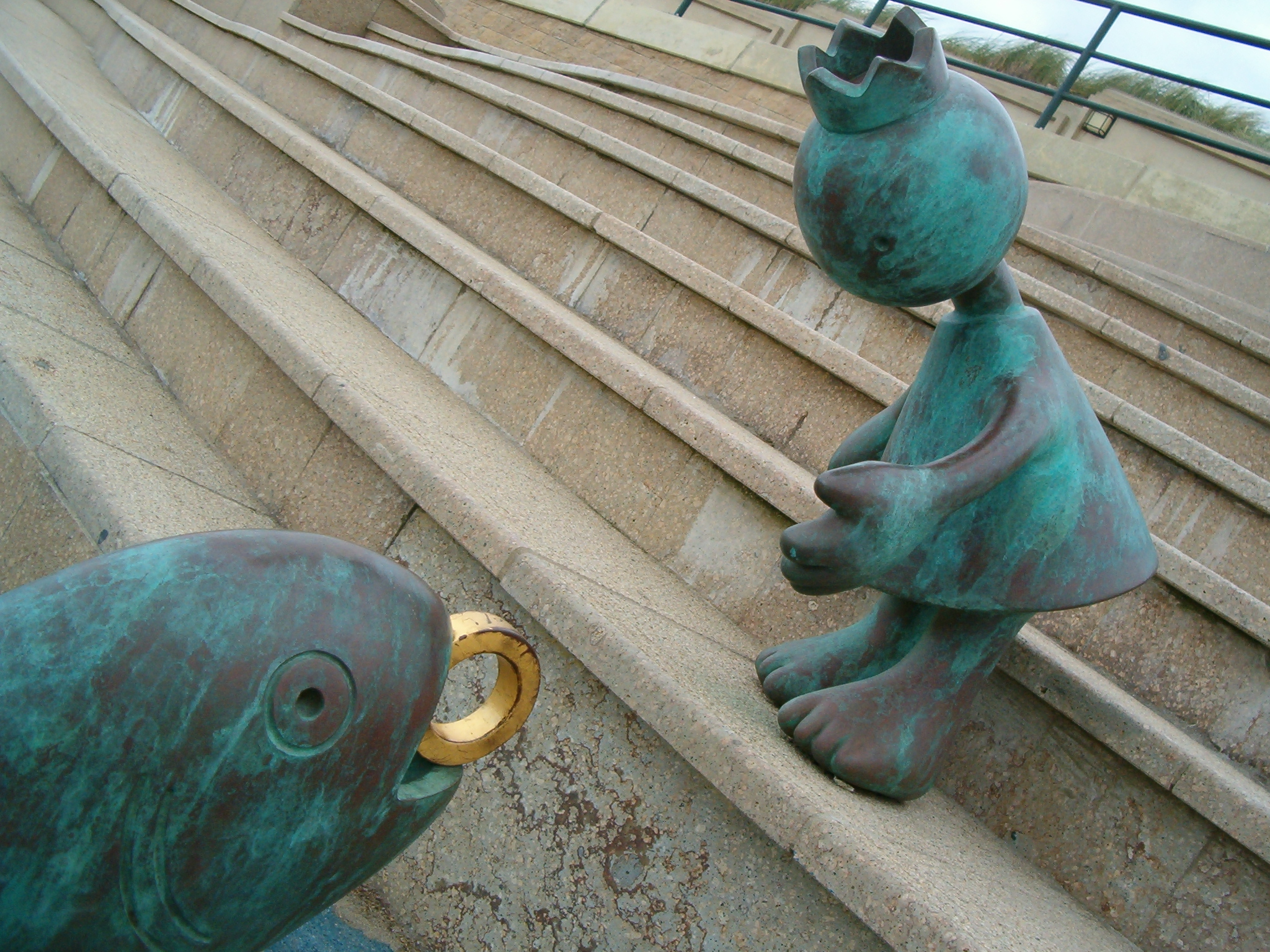
Queen with a Magic Fish
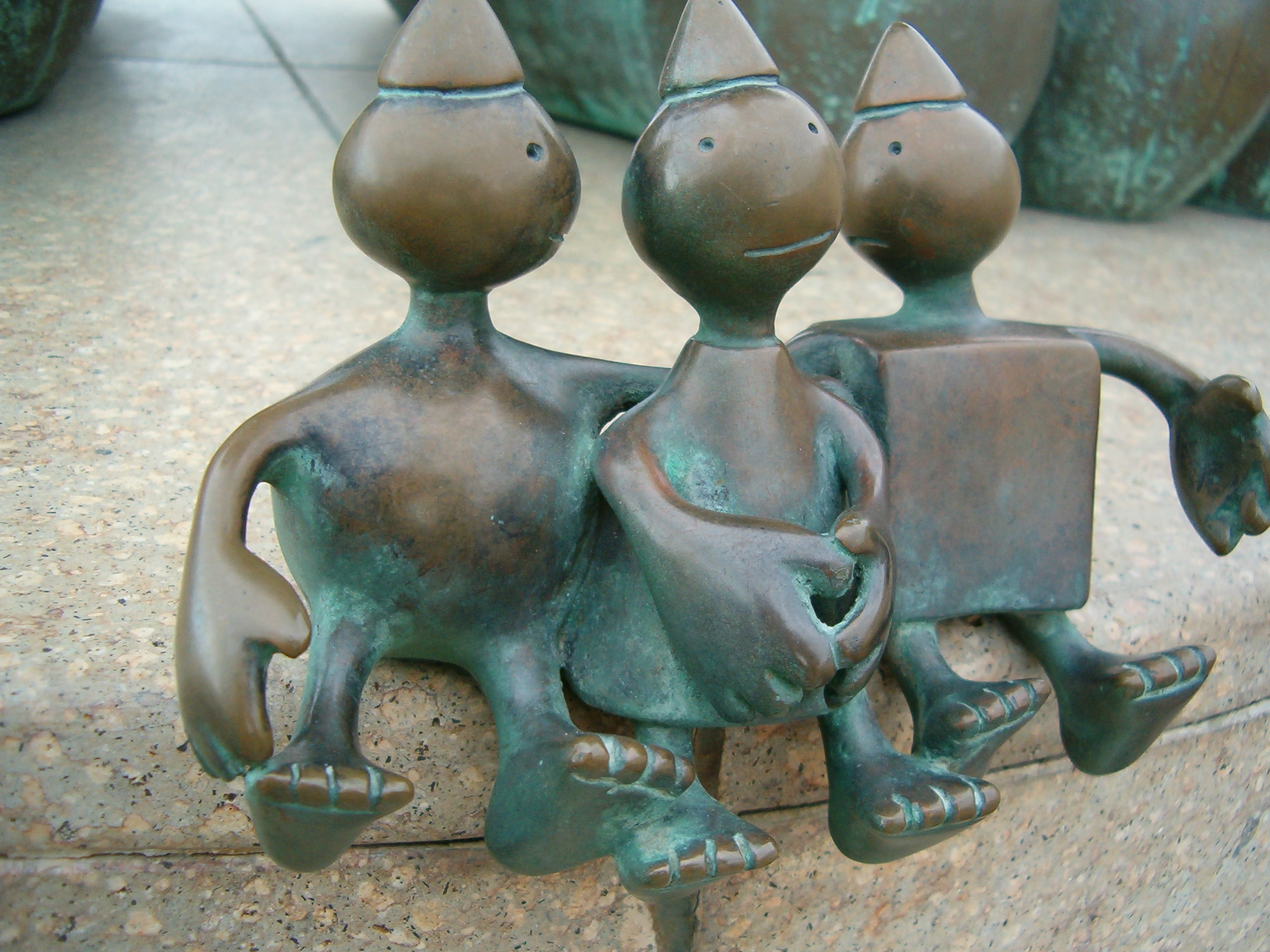
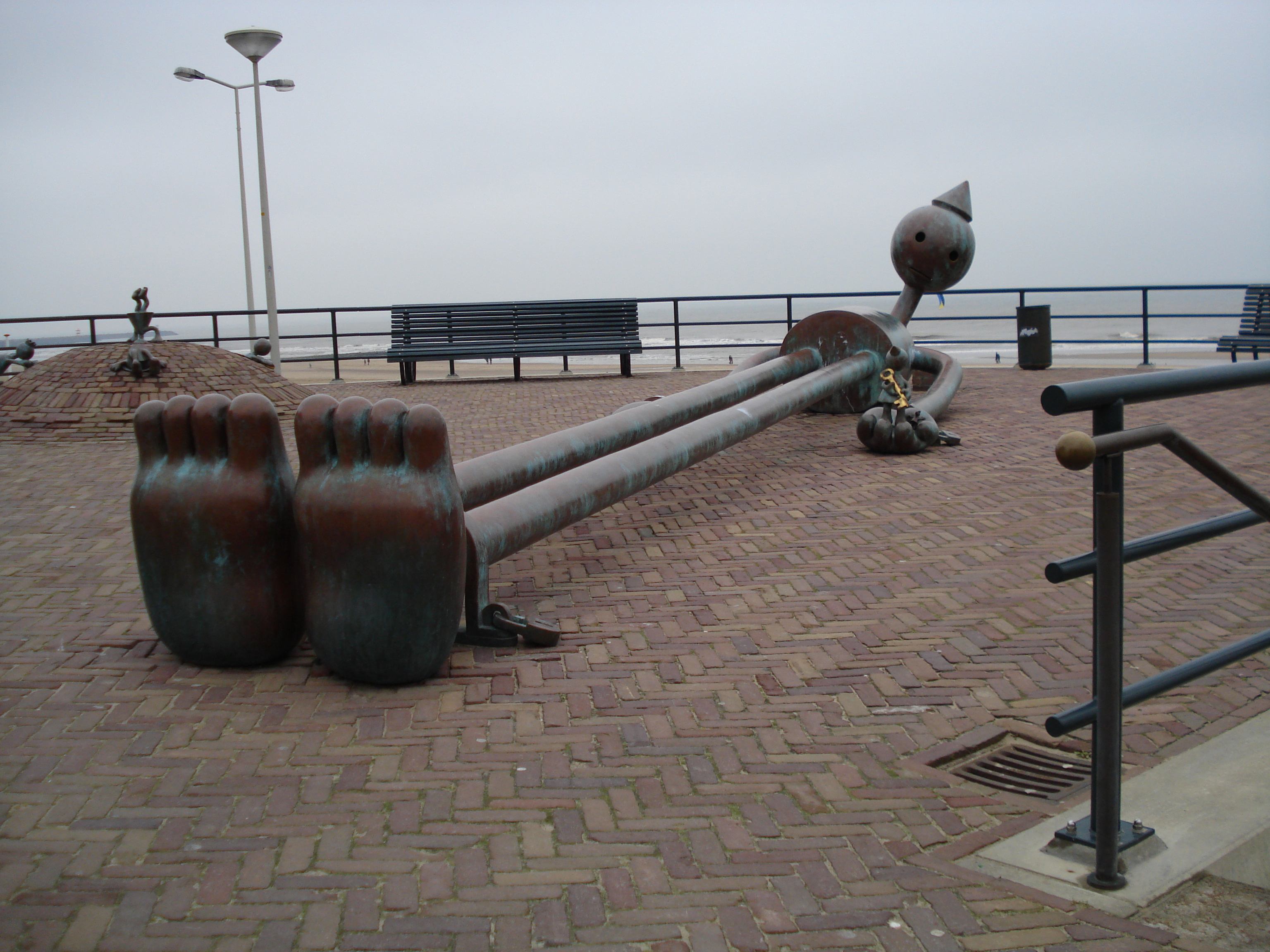
Gulliver